# Karl Hoffmann (Publizist)
Karl Hoffmann (* 30. April 1876 in Lübben; † 17. März 1935 in Berlin) war ein deutscher Publizist. Er gehörte während der Weimarer Republik zu den jungkonservativen Kreisen um den Juniklub und war als Dozent am Politischen Kolleg und der Deutschen Hochschule für Politik tätig.

## Leben und Tätigkeit
Hoffmann war ein Sohn des gleichnamigen Kaufmanns Karl Hoffmann und seiner Ehefrau Martha, geb. Rattay. Er besuchte sechs Jahre das Realgymnasium in Lübben und dann drei Jahre das Realgymnasium in Guben, wo er das Abitur ablegte. Anschließend studierte er Geschichte und Anglistik in Jena, Berlin und Halle. Während seines Studiums wurde er 1894 Mitglied der Burschenschaft Germania Jena. 1898 wurde er an der Universität Halle-Wittenberg mit einer von Albrecht Wagner betreuten Arbeit Über Lord Byrons „The Giaour“ zum Dr. phil. promoviert. 1901 legte er dort außerdem die Prüfung für das höhere Lehramt ab. Vor dem Ersten Weltkrieg arbeitete er als Schriftsteller und Redakteur, unter anderem von 1911 bis 1916 bei der zu dieser Zeit noch eher unpolitischen Zeitschrift Die Tat. Ab 1915 nahm er am Ersten Weltkrieg teil.
Im Jahr 1919 wurde Hoffmann Geschäftsführer des „Ausschusses für vaterländische Arbeit der Deutschen Burschenschaft“. Er gehörte zu den Gründungsmitgliedern des jungkonservativen Juniklubs und war 1920/21 beim Zweckverband Ost tätig. Von 1921 bis 1930 leitete er die weltpolitische Abteilung des Politischen Kollegs, einer von Martin Spahn geleiteten Lehranstalt der politischen Rechten in der Weimarer Republik. Zusammen mit Spahn und Arthur Moeller van den Bruck leitete er die „Arbeitsstelle für Außenpolitik“ des Kollegs, in der er sich vorwiegend mit den Spannungen der angelsächsischen Mächte befasste, während Spahn sich dem mitteleuropäischen Raum und Moeller der Kriegsschuldfrage widmete. Mit der Auflösung der seit 1927 bestehenden Arbeitsgemeinschaft zwischen Politischem Kolleg und der Deutschen Hochschule für Politik im Jahr 1930 blieb Hoffmann wie Spahn und Max Hildebert Boehm als Dozent an der Hochschule. Er gehörte dort zum „national-oppositionellen“ Lager. Hoffmann arbeitete an zahlreichen Zeitschriften und Jahrbüchern wie Das Gewissen mit, dem Publikationsorgan des Juniklubs. Er war auch Mitarbeiter der Zeitschrift Der Ring.
Im letzten Kriegsjahr 1918 hatte Hoffmann Der kleineuropäische Gedanke veröffentlicht, in welchem er als Kriegsziel ein mitteleuropäisches deutsches Imperium vertrat. Den deutschen Führungsanspruch in Europa legitimierte Hoffmann kulturell, wobei er sich auf eine Nationentheorie stütze, in der er die Geltung einer Nation an eine dafür erforderliche überpolitische Kulturmission knüpfte. Der Schwerpunkt von Hoffmanns Forschungstätigkeit in den 1920er Jahren lag auf der Analyse weltpolitischer Konfliktlinien zwischen den Vereinigten Staaten und Großbritannien, insbesondere der Erdölpolitik, und der Beobachtung des pazifischen Raums. „Ölmacht“ bedeutete in Hoffmanns expansionistischem Denken „Weltmacht“, an der Deutschland nicht teilhabe. In seinen außenpolitischen Analysen entwickelte er Bedrohungsszenarien, gegen die er eine autonome, nationale deutsche Wirtschaft setzte. Wie Spahn und Boehm beteiligte er sich auch journalistisch an der Verbreitung jungkonservativer Ideen.

## Schriften
- Über Lord Byrons „The Giaour“. Halle 1898. (Dissertation)
- Die Umbildung der Kantischen Lehre vom Genie in Schellings „System des Transzendentalism Idealismus“. Bern 1907.
- Zur Literatur und Ideengeschichte. Zwölf Studien. Dresden 1909.
- Das Ende des kolonialpolitischen Zeitalters – Grundzüge eines wirtschaftsorganischen Genossenschafts-Imperialismus. Leipzig 1917.
- Der kleineuropäische Gedanke. Leipzig 1918. (3. Auflage 1934).
- Die akademische Jugend und die Parteien. Leipzig/Berlin 1920.
- Zwischen zwei Zeitaltern. In: Arthur Moeller van den Bruck, Heinrich von Gleichen, Max Hidlebert Boehm: Die neue Front. Berlin 1922, S. 359–377.
- Mitteleuropa in der Weltpolitik und in den Welträumen. In: Volk und Reich. Politische Monatshefte. Jg. 1, Berlin 1925, S. 38–47.
- Oelpolitik und angelsächsischer Imperialismus. Berlin 1927.

Als Herausgeber:
- Burschenschaftliches Handbuch für Politik. Leipzig 1920.